# Orimarga carnosa
Orimarga carnosa är en tvåvingeart som beskrevs av Alexander 1956. Orimarga carnosa ingår i släktet Orimarga och familjen småharkrankar.
Artens utbredningsområde är Fiji. Inga underarter finns listade i Catalogue of Life.